# 船帆座
船帆座（Vela），于十八世纪由南船座拆分得来。南船座原是南天星座之一，后被拆分为三个单独的星座，分别是船帆座、船底座和船尾座。

## 星座神話
托勒密本稱船尾座、船帆座及船底座為同一星座，叫做南船座（Argo Navis）。在十八世紀，天文學家認為南船座所佔之天區過大，故將其拆開。南船座即阿格號（Argonauts），故事中伊阿宋（Jason）帶著五十個人乘阿格號到位於黑海的科爾基斯（Colchis）找金羊毛。
伊阿宋帶著眾多船員出航，當中包括雙子座的卡斯托爾（Castor）和波呂杜克斯（Polydeuces / Pollux），樂師奧爾普斯（Orpheus），建船者阿爾戈斯（Argus），後來連赫拉克勒斯（Heracles）也加入旅程。劇作家把阿格號描寫成船堅炮利，而牛頓甚至將黃道十二宮與阿格號扯上關係。建船之時，雅典娜（Athena）下令阿爾戈斯採佩利翁山（Pelion）的木材造船，宙斯（Zeus）也指示阿爾戈斯以多多納（Dodona）之橡木建船首，那裡的橡木賦有語言能力，在阿格號啟航時，甚至聽到橡木的哭聲。
阿格號在旅途中遇上重重困難，其中以撞岩（Clashing Rocks）最為著名，撞岩又叫敘姆普勒加得斯（Symplegades），它好像自動門一樣開開合合擋著黑海的入口，當時伊阿宋情急智生，放出白鴿，讓白鴿飛於船前，兩塊大石瞬時掩埋，夾斷白鴿的尾巴，船員趁兩塊大石打開再次撞擊之前，出盡九牛二虎之力，再得雅典娜之助，結果只是船尾受到少許損壞。
經過幾番波折進入黑海後．伊阿宋偷去金羊毛回到希臘，把阿格號泊於科林斯（Corinth），算是對海神波塞冬（Poseidon）的一種感謝。
在星圖上，我們只能見到阿格號的船尾，船頭被濃霧所覆蓋，或是被撞岩所遮掩，有說是伊阿宋晚年在船上沉思過往的歷險時，船首忽然塌下來壓死了熟睡中的伊阿宋，於是波塞冬將船的其餘部份升上天空。

## 偽十字（南天假十字）
偽十字是由船帆座δ、κ和船底座ι、ε四顆星組成的星群，他經常會被誤認為是南十字座，造成天文航海上的錯誤。

## 深空天體

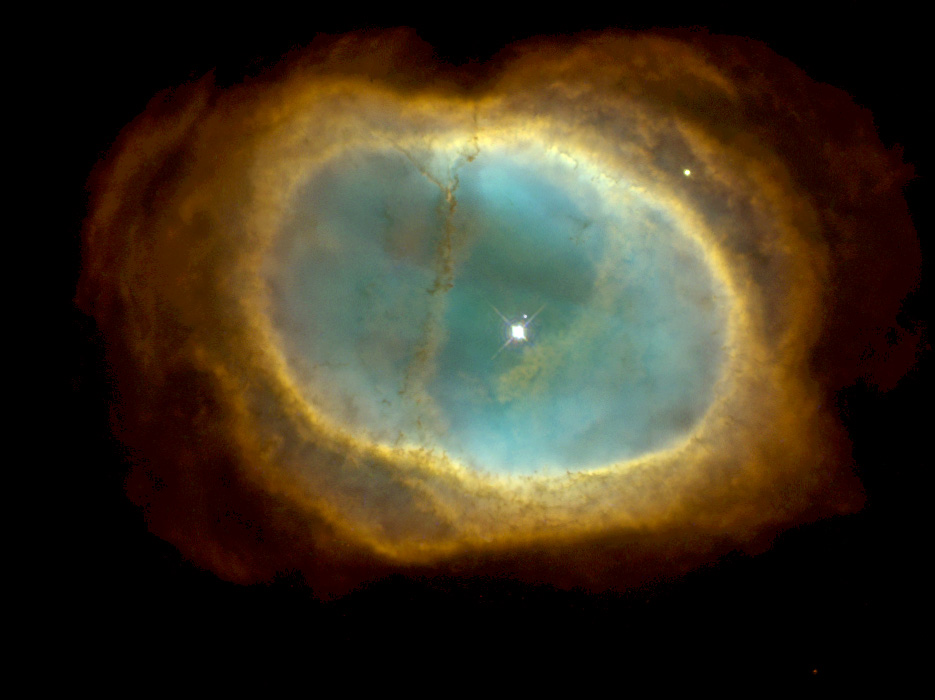
行星狀星雲NGC 3132

行星狀星雲NGC 3132（暱稱為八裂星雲）是船帆座內有趣的深空天體，也是在這個星座內令人感興趣的船帆座超新星殘骸。相信這是大約在10,000年前，在地球可以見到的一顆超新星爆炸形成的星雲，殘骸的脈衝星是第一顆被辨識出來的光學脈衝星。
古姆星雲是一個暗淡的發射星雲，據信是一顆百萬年前的超新星遺跡。古姆星雲其中隱藏著體型較小、年齡較小的船帆座超新星遺跡。船帆座超新星遺跡是超新星爆炸產生的星雲，據信大約一萬年前從地球上就可以看到它。殘餘物包含船帆座脈衝星，是第一顆透過光學手段被辨識的脈衝星。船帆座超新星遺跡附近是NGC 2736，也被稱為鉛筆星雲。
HH-47是一個赫比格-哈羅天體，是一顆距離太陽約1,400光年的年輕恆星，正以極快的速度（高達每小時一百萬公里）向周圍區域噴射物質，這種物質在接觸周圍氣體時會發光。
NGC 2670是一個位於船帆座的疏散星團，整體星等為7.8等，距離地球3,200光年。NGC 2670是一個川普勒分類II2p和沙普利分類d的星團，其恆星結構類似於弓箭。其類型表明它是一個貧瘠而鬆散的星團，儘管與星場分離。NGC 2670的中心部分較為集中，恆星數量不到50顆，亮度適中。
NGC 2547位於天社一以南2度，是一個疏散星團，包含約50顆星等為7等至15等的恆星。
NGC 3201是一個球狀星團，由詹姆士·敦洛普於1826年5月28日發現。NGC 3201的恆星群是不均勻的，隨著與核心的距離而變化。恆星的有效溫度隨著距離的增加而升高，顏色越紅、溫度越低的恆星往往位於更靠近核心的位置。NGC 3201是僅有的兩個顯示出明顯不均勻群體的星團之一（包括M4）。

## 星体
船帆座在中國天文學的四象中屬於南方朱雀，部分星體屬於近南極星區。中國天文學中，下列星體屬於船帆座。
| 四象     | 星宿       | 中國星官   | 西方星名  | 中國星名 |
| 南方朱雀 | 鬼         | 天狗       |           |          |
| 南方朱雀 | 鬼         | 天狗       | 船帆座e   | 天狗一   |
| 南方朱雀 | 鬼         | 天狗       | 船帆座d   | 天狗二   |
| 南方朱雀 | 鬼         | 天狗       | HD 75630  | 天狗三   |
| 南方朱雀 | 鬼         | 天社       |           |          |
| 南方朱雀 | 鬼         | 船帆座γ    | 天社一    |          |
| 南方朱雀 | 鬼         | 船帆座b    | 天社二    |          |
| 南方朱雀 | 鬼         | 船帆座δ    | 天社三    |          |
| 南方朱雀 | 鬼         | 船帆座κ    | 天社五    |          |
| 南方朱雀 | 鬼         | 船帆座N    | 天社六    |          |
| 南方朱雀 | 鬼         | 船帆座a    | 天社增二  |          |
| 南方朱雀 | 鬼         | 船帆座c    | 天社增三  |          |
| 南方朱雀 | 鬼         | 天記       |           |          |
| 南方朱雀 | 鬼         | 船帆座λ    |           |          |
| 南方朱雀 | 鬼         | 天記       |           |          |
| 南方朱雀 | 鬼         | 天潢西北星 |           |          |
| 南方朱雀 | 鬼         | 船帆座ψ    | 天記增一  |          |
| 南方朱雀 | 鬼         | 船帆座q    | 天記增二  |          |
| 南方朱雀 | 轸         | 軍門       | HD 104039 | 軍門一   |
| -        | 近南極星區 | 海山       |           |          |
| -        | 近南極星區 | 海山       | 船帆座p   | 海山增一 |
| -        | 近南極星區 | 海山       | 船帆座μ   | 海山增二 |